# Đàn môi
Il đàn môi è uno strumento musicale della famiglia dei lamellofoni, originario del Vietnam. È simile allo scacciapensieri siciliano.
Veniva utilizzato dai monaci buddisti per richiamare i fedeli alla preghiera e per attirare su di loro la benevolenza divina. A partire dal XVI secolo lo strumento è stato utilizzato inoltre, dagli stessi monaci, come campanello d'allarme contro le repressioni e contro le rappresaglie cinesi.